# Santalum fernandezianum
El sándalo de Juan Fernández (Santalum fernandezianum) (Sándalo de Juan Fernández) era una especie vegetal de la familia Santalaceae que era endémica del Archipiélago de Juan Fernández en Chile. Fue vista por última vez en 1908.

## Descripción
Los árboles de sándalo alcanzaban una altura de hasta nueve metros. La madera se caracterizaba por su aroma, lo que llevó a que fuera muy popular en la fabricación de imágenes religiosas y cajas de reliquias.

## Hábitat
El hábitat del sándalo de Juan Fernández se encontraba en los bosques del archipiélago. El último ejemplar de sándalo fue visto en un barranco junto con ejemplares de Nothomyrcia fernandeziana, Fagaza maya, Drimus confertifolia y Coprosoma pyrifolia.

## Extinción
La sobreexplotación del sándalo, debido a que su madera aromática y valiosa era enviada al Perú, provocó que ya en 1740 esta especie se volviera rara en el archipiélago. Además, las cabras silvestres habían contribuido significativamente a la disminución de la especie. En 1908 Carl Skottsberg fotografió el último árbol de sándalo existente. Cuando Skottsberg regresó a la isla en 1916, el ejemplar había desaparecido.